# Ламије
Ламије (грчки:  — ламиес) су назване по чудовишту Ламија из старогрчких митова. У старом грчком веровању (донегде и данас) оне су демонске звери сличне вампирима. Друга имена за њих су емпусе, мормоликије и стриге.
Оне су увек жедне за младом људској крви. Жртве су им често лепи и млади мушкарци које обманују својом изузетном лепотом. 
Колико су утицале на слику модерног вампира је спорно, пошто су Ламије демонска, дакле нељудска бића, док су вампири, грчки вриколакас, умрули људи који су се као живи, мртви или духови вратили у живот. 
Етимолошки име је пореклом од грчке речи λαιμός (laimós — лаимос) за грло, ждрело, а могуће је и порекло из арапске речи лахама за растргнути, раздерати, поцепати.